# Électrodialyse inverse
L'électrodialyse inverse (aussi désignée par le sigle RED, de l'anglais reverse electrodialysis) est une méthode de séparation membranaire utilisée pour produire de l'électricité à partir de deux solutions (l'eau en général) présentant un taux de sel différent, par exemple de l'eau salée et de l'eau douce. L'eau douce peut provenir d'une rivière et l'eau salée de la mer. L'énergie obtenue est appelée énergie osmotique.

## Principe
C'est le procédé inverse de celui de l'électrodialyse, qui permet le dessalement de l'eau de mer à partir d'énergie électrique par exemple.
Cette technique utilise des membranes échangeuses d'ions pour ne séparer que le sodium ou le chlore de l'eau salée. Elle permet ainsi de générer un courant ionique, immédiatement convertible en courant électrique.
Plus il y a de différence entre le taux de sel des deux solutions, plus le rendement est élevé.

## Propriétés
Les avantages sont que les sources sont pratiquement illimitées (eau de mer et eau de rivière), non intermittentes et que le procédé ne génère que peu de déchet.
La réalisation de membranes de faible coût et de grande capacité est une des difficultés pour le développement de cette technique.

## Prototypes
Un appareil de laboratoire présentant deux couples de membranes semiperméables permettant de faire passer d'un côté les ions positifs et de l'autre les ions négatifs peut produire une puissance électrique de l'ordre de 400 mW/m2.
Le procédé est utilisé en grandeur réelle aux Pays-Bas sur la digue d’Afsluitdijk, avec d'un côté, la mer, et de l'autre, de l'eau douce. L'usine, opérée par la société RedStack, a une puissance de 50 kW et utilise 1 m3/s d'eau douce et autant d'eau de mer. Le coût de l'électricité produite pourrait à terme atteindre 0,08 €/kWh.